# 今西令子
今西 令子（いまにし れいこ、8月1日 - ）は、元ラジオ大阪アナウンサー。料理研究家。

## 来歴・人物
京都府丹後半島出身。関西学院大学卒業後にラジオ大阪に入社。グルメに造詣を持ち、局アナの枠を超える食の世界をテーマに活躍し著書も出版した。現在はフリーである。靴サイズ23.5cm。兄がいる。尼崎市在住。既婚、1男あり。

## 出演番組
- 木村勉と元気いっぱい!ナイストーク（ラジオ大阪 土曜 13:30 - 14:00）

## 過去の出演番組
- 「プレイ・ザ・ヤング・バンザイ」
- 「たべもの百科」[1]
- 「笑顔でおはよう今西令子です」[1]
- 「健康でさわやか」[1]
- 「今西令子のたべもの村」他

## 著書
- 「私の味覚散歩」
- 「今西令子のぐるーっと大阪たべある記」他